# バート・ミアディッチ
ジョン・バートン・ミアディッチ（John Barton "Bart" Miadich, 1976年2月3日 - ）は、アメリカ合衆国カリフォルニア州トーランス出身の元プロ野球選手（投手）。

## 来歴・人物
サンディエゴ大学を経て、1997年にボストン・レッドソックスと契約。メジャー昇格のないまま1999年にアリゾナ・ダイヤモンドバックス、2000年にアナハイム・エンゼルスと渡り歩き、2001年9月2日の対ミネソタ・ツインズ戦（メトロドーム）で、8回裏にリリーフ登板しメジャーデビュー。結果は1イニングを無失点だった。
2005年6月21日にNPBの読売ジャイアンツと契約し、7月に日本へ渡る。4月中に解雇となったダン・ミセリに代わる抑え役を期待され、ビデオだけで獲得を決めたミセリの反省を踏まえ、当時ニューヨーク・ヤンキース傘下のマイナーチームにコーチ留学していた岡崎郁が直々に視察をした上での獲得だった。
入団会見では「1か月半前に161km/hを出した。次は163km/hを狙う」と豪語し、さらにアメリカで同僚だったことがあるマーク・クルーン（当時横浜）の名前を挙げ「俺が先に160km/hを出す」とライバル視していた。実戦ではストレートは150km/h前後をコンスタントに記録し（最速は152km/h）、スライダーのキレもそれなりのもので奪三振率は高かった。しかし、制球力に難があり、甘い球を痛打されたり四球や暴投が絡んで自滅することも多々あった。クイックモーションもあまり早くなかったため簡単に盗塁を許していた。
クローザーとして期待されての入団だったが、初登板の対中日戦で早速失点するなど安定感がなかったことや、シーズン途中から林昌範がクローザーに定着したため、敗戦処理などリードされた場面での登板が中心だった。ヘクター・アルモンテ、ロドニー・ペドラザ、フリオ・サンタナ、ブライアン・コーリー、そしてミセリと失敗続きだった巨人のリリーフ外国人投手の例に漏れず、首脳陣の信頼を得られることはなく、9月に登録を抹消。シーズン終了後の11月7日に解雇された。
7月29日の対中日戦（東京ドーム）では、相手投手の川上憲伸に左翼への特大本塁打を打たれるという屈辱を味わい、チームも完封負けを喫した。
2006年はフロリダ・マーリンズ傘下の3Aアルバカーキでプレーし、同年限りで現役引退。
2007年に公表されたMLBの薬物使用実態調査「ミッチェル・リポート」において、薬物使用の疑いがあることが判明した。

## 詳細情報

### 年度別投手成績
| 年 度    | 球 団    | 登 板 | 先 発 | 完 投 | 完 封 | 無 四 球 | 勝 利 | 敗 戦 | セ 丨 ブ | ホ 丨 ル ド | 勝 率 | 打 者 | 投 球 回 | 被 安 打 | 被 本 塁 打 | 与 四 球 | 敬 遠 | 与 死 球 | 奪 三 振 | 暴 投 | ボ 丨 ク | 失 点 | 自 責 点 | 防 御 率 | W H I P |
| -------- | -------- | ----- | ----- | ----- | ----- | -------- | ----- | ----- | -------- | ----------- | ----- | ----- | -------- | -------- | ----------- | -------- | ----- | -------- | -------- | ----- | -------- | ----- | -------- | -------- | ------- |
| 2001     | ANA      | 11    | 0     | 0     | 0     | 0        | 0     | 0     | 0        | 0           | ----  | 41    | 10.0     | 6        | 2           | 8        | 0     | 0        | 11       | 1     | 0        | 5     | 5        | 4.50     | 1.40    |
| 2003     | ANA      | 1     | 0     | 0     | 0     | 0        | 0     | 0     | 0        | 0           | ----  | 12    | 2.0      | 5        | 0           | 1        | 0     | 1        | 3        | 1     | 0        | 4     | 4        | 18.00    | 3.00    |
| 2005     | 巨人     | 15    | 0     | 0     | 0     | 0        | 0     | 0     | 0        | 0           | ----  | 101   | 21.1     | 22       | 3           | 14       | 1     | 1        | 29       | 4     | 1        | 17    | 17       | 7.17     | 1.69    |
| MLB：2年 | MLB：2年 | 12    | 0     | 0     | 0     | 0        | 0     | 0     | 0        | 0           | ----  | 53    | 12.0     | 11       | 2           | 9        | 0     | 1        | 14       | 2     | 0        | 9     | 9        | 6.75     | 1.67    |
| NPB：1年 | NPB：1年 | 15    | 0     | 0     | 0     | 0        | 0     | 0     | 0        | 0           | ----  | 101   | 21.1     | 22       | 3           | 14       | 1     | 1        | 29       | 4     | 1        | 17    | 17       | 7.17     | 1.69    |

### 記録
NPB
- 初登板：2005年7月12日、対中日ドラゴンズ9回戦（札幌ドーム）、6回表に3番手で救援登板、1回1失点
- 初奪三振：同上、6回表に荒木雅博から空振り三振

### 背番号
- 52 （2001年、2003年）
- 63 （2005年）